# Sumatraans konijn
Het Sumatraans konijn (Nesolagus netscheri)  is een zoogdier uit de familie van de hazen en konijnen (Leporidae). De wetenschappelijke naam van de soort werd voor het eerst geldig gepubliceerd door Schlegel in 1880.